# Kenwood Corporation
Kenwood Corporation (japonsky 株式会社ケンウッド Kabušiki-Gaiša Ken'uddo) je japonský výrobce radioamatérských transceiverů, příslušenství k nim, autorádií a Hi-Fi komponent.
Společnost byla založena v roce 1946 jako Kasuga Radio Co. Ltd. ve městě Komagane v prefektuře Nagano. Dne 1. října 2008 se spojila se společností JVC a vznikla tak společnost JVC Kenwood.